# Faser-Matrix-Halbzeug
Unter Faser-Matrix-Halbzeugen versteht man Halbzeuge aus Verstärkungsfasern, die mit einer Kunststoffmatrix getränkt sind. Die Faser-Matrix-Halbzeuge liegen mit duroplastischer und thermoplastischer Matrix vor. Als Verstärkungsfasern werden hauptsächlich Glasfasern und Kohlenstofffasern verwendet.
Faser-Matrix-Halbzeuge können eine feste oder teigartige Konsistenz haben. Feste Faser-Matrix-Halbzeuge liegen überwiegend in Strang-, Band- oder Plattenform vor.
Faser-Matrix-Halbzeuge werden in automatisierten Herstellverfahren eingesetzt. Ihr bekanntester Vertreter ist das Prepreg. Die höheren Kosten von Halbzeugen gegenüber ungetränkten Fasern heben sich durch die geringeren Fertigungskosten bei hohen Stückzahlen auf. Im Jahr 2009 entfielen in Europa 27 % (216.000 Tonnen) des verarbeiteten glasfaserverstärkten Kunststoffs auf Sheet Molding Compounds (SMC) oder Bulk Molding Compounds (BMC) und etwa 9 % (75.000 Tonnen) auf Glasfasermatten-Thermoplast (GMT) oder Langfaserverstärkte Thermoplaste (LFT).

## Faser-Matrix-Halbzeuge mit duroplastischer Matrix

### Prepreg
Das Prepreg (preimpregnated fibres) ist ein Halbzeug aus Endlosfasern getränkt in entsprechender Matrix. Die Fasern formen entweder eine unidirektionalen Schicht oder liegen als Gewebe oder Gelege vor.

### SMC und BMC
Faser-Matrix-Halbzeuge mit Faserverstärkung sind SMC (Sheet Molding Compound) und BMC (Bulk Molding Compound). Sie bestehen aus einem mit Füllstoffen versehenen Harz. Die Füllstoffe haben unter anderem die Aufgabe, den thermischen Schrumpf zu verringern. Sie sind auf das Heißpressen abgestimmt und härten unter erhöhter Temperatur aus. Mit SMC und BMC sind sehr kurze Taktzeiten realisierbar.
Die Eigenschaften von SMC und BMC sind in der DIN EN 14598 festgelegt, sie ersetzt die ältere DIN 16913 und enthält nun auch Prüfmethoden.

#### SMC (Sheet Molding Compound)
Die Verstärkungsfasern liegen in Matten- und seltener in Gewebeform vor, daher ist SMC plattenförmig. Durch die Matten- oder Gewebeform können relativ große Faserlängen verwendet werden, was zu hohen Steifigkeiten und Festigkeiten führt. Die typische Faserlänge liegt bei 25–50 mm. Je länger die eingesetzten Fasern sind, desto schwerer kann das Halbzeug im Pressprozess umgeformt werden. Man unterscheidet die folgenden SMC-Typen:
- SMC-LP low profile: System mit hoher Oberflächengüte
- SMC-LS low shrink: System mit niedrigem Reaktionsschwund
- C-SMC: System mit endlosen, gerichteten Fasern
- CF-SMC:[1] System mit endlosen, gerichteten Kohlenstofffasern (Carbon).

Mit SMC lassen sich lackierbare Verkleidungsteile für die Fahrzeugindustrie herstellen. Beim Pressen können bereits Befestigungsteile wie etwa Gewindebuchsen in die Pressform eingelegt werden. Dies macht SMC besonders wirtschaftlich. SMC wird aus allen üblichen duroplastischen Matrixsystemen hergestellt.

#### BMC (Bulk Molding Compound)
BMC liegt als formlose, teigige Masse vor und besteht aus üblichen duroplastischen Matrixsystemen mit deutlich kürzeren, kleineren Füllstoffen als bei SMC. Es wird in der Heißpresstechnik teilweise aber auch als Spritzguss verarbeitet. Die Fasern in BMC sind so kurz, dass  sie beim Pressen oder Spritzen mit dem Reaktionsharz durch die Form fließen können. Daher muss die Form beim Pressbeginn nicht vollständig mit BMC ausgelegt werden. Es genügt, zentral die passende Menge BMC in der Pressform zu platzieren. Die kurzen Fasern bedingen in der Regel niedrigere Festigkeiten als bei SMC.

## Faser-Matrix-Halbzeuge mit thermoplastischer Matrix
Faser-Matrix-Halbzeuge mit thermoplastischer Matrix haben den Vorteil, dass sie nahezu beliebig oft aufgewärmt und umgeformt werden können. Zusätzlich sind sie schweißbar. Ihr niedriger Schmelzpunkt führt jedoch dazu, dass sie, gegenüber den duroplastischen Halbzeugen, nur bei relativ niedrigen Temperaturen eingesetzt werden können.

### Langfaserverstärkte Thermoplaste (LFT)
Man unterscheidet zwei LFT-Verfahren. Bei dem G-LFT Verfahren werden lange Fasern in Granulatform (zum Beispiel Polypropylenmatrix) aus einem offenen Extruder direkt in eine Pressform gebracht und umgeformt. Beim D-LFT Verfahren wird in einem Extruder die Matrix plastifiziert und in einem Mischer mit auf Länge gekürzten Endlosfasern vermengt. Das faserhaltige Plastifikat wird dann in Form gepresst.

### Glasmattenverstärkte Thermoplaste (GMT)
Glasmattenverstärkte Thermoplaste sind ein glasfaserverstärkter Kunststoff. Obwohl das Wort Glasfaser in der Bezeichnung vorkommt, existieren auch kohlenstofffaser-verstärkte Thermoplaste. In GMT kommt die Verstärkungsfaser in Form von Kurz- und Langfasern vor. Durch die wirre, unvernadelte Form der Fasern sind große Umformgrade möglich.
GMT wird in der Heißpresstechnik verarbeitet. Im Gegensatz zu SMC oder BMC wird es nicht für Sichtteile eingesetzt. Die Festigkeiten sind niedriger als bei Halbzeugen mit duroplastischer Matrix. Der geringe Preis, gerade in der Kombination mit Polypropylen, macht GMT dennoch attraktiv.
Bauteile aus GMT haben bezüglich ihrer elastischen Eigenschaften oft keine Vorzugsrichtung mehr. Sie sind somit ein quasiisotropes Laminat.

### Thermoplastische Prepregs
Thermoplastische Prepregs bestehen, wie die duroplastischen Prepregs, aus Endlosfasern. Dadurch lassen sich thermoplastische Prepregs nur noch geringfügig umformen. Zu ihrer Herstellung werden häufig Hybridrovings, unter Verwendung warmfester Kunststoffe wie PEEK, benutzt. Da aufgrund der hohen Viskosität der thermoplastischen Schmelze die Mikrotränkung schwierig ist, sind besondere Verfahren zur Herstellung von thermoplastischen Prepregs notwendig.
Plattenförmige thermoplastische Prepregs werden auch als Organoblech bezeichnet.